# 勝利のBIG WAVE!!!
「勝利のBIG WAVE!!!」（しょうりのビッグ ウェーブ）は、アテナ&ロビケロッツの1枚目のシングル。

## 解説
テレビ大阪制作・テレビ東京系列アニメ「ロビーとケロビー」のために結成したアニメの記念すべきデビューシングル。表題曲「勝利のBIG WAVE!!!」は当アニメのオープニング、カップリングの「本気メキメキ♥トキメキメキ」は同アニメのエンディングテーマ。
ジャケットとプロモーションビデオには、ロビーとケロビーが着ぐるみで登場している。

## 収録曲
1. 勝利のBIG WAVE!!!
（作詞・作曲:yozuca* 編曲:池田森（しげる））
2. 本気メキメキ♥トキメキメキ
（作詞:meg rock 作曲:黒須克彦 編曲:加藤大祐）
3. 勝利のBIG WAVE!!! (Instrumental)

## 参加ミュージシャン
- 池田森 - ギター&プログラミング(1)
- yozuca* - バッキングボーカル(1)
- meg rock - バッキングボーカル(1,2)
- 加藤大祐 - ギター&プログラミング(2)、バッキングボーカル(2)
- 黒須克彦 - ベース
- mao - バッキングボーカル(2)